# Những khoảng cách còn lại
Những khoảng cách còn lại là một trong số tiểu thuyết nổi bật của nhà văn, nhà biên kịch  Nguyễn Mạnh Tuấn. Kể khi xuất bản lần đầu năm 1980, tiểu thuyết này đã phát hành hơn 160.000 bản in. Ngay khi ra đời đã dựng thành phim điện ảnh và kịch nói, mang lại danh tiếng cho các diễn viên trẻ lúc bấy giờ như Hà Xuyên, Thành Lộc, Đàm Loan.
Tác phẩm lấy bối cảnh sau biến cố 1975, kể về một gia đình với những đối nghịch về tư tưởng của chủ nghĩa tư bản và chủ nghĩa xã hội, gia đình ông Sĩ như một xã hội Việt Nam lúc bấy giờ được thu nhỏ.

## Nội dung
Sau ngày 30 tháng 4 năm 1975, ông Sĩ, một cán bộ cách mạng cùng Hải và Thu Hà, vợ chồng người con trai lớn của ông trở về Sài Gòn đoàn tụ cùng những người còn lại trong gia đình. Bà Thuận Thành, vợ ông sĩ là một thương gia đang làm ăn hưng thịnh; Sơn người con trai thứ là một đại úy quân lực Việt Nam Cộng hòa; Quỳnh, đứa con gái út ăn chơi; Thuận Ánh, con gái nuôi của bà Thành, cô gái trẻ nhiệt huyết với chủ nghĩa xã hội và Hằng, vợ Sơn, lúng túng giữa những mâu thuẫn.

## Chuyển thể
Năm 1983, tiểu thuyết được đạo diễn Huy Thành và tác giả Nguyễn Mạnh Tuấn chuyển thể thành phim điện ảnh 2 phần Xa và gần. Bộ phim giành được 5 trong số 8 giải thưởng chính dành cho phim truyện nhựa tại Liên hoan phim Việt Nam lần thứ 7.
Cũng trong năm 1983, Đài Truyền hình Thành phố Hồ Chí Minh phát sóng vở kịch chuyển thể cùng tên tạo ra sức hấp dẫn lớn. Vở kịch cũng cũng là dấu mốc thành công trong sự nghiệp của hai nghệ sĩ trẻ Thành Lộc (vai Hải - vai chính kịch đầu tiên của ông) và Đàm Loan (vai Hà).

## Xuất bản
- Ấn bản đầu tiên: 1980 - Nhà xuất bản Văn nghệ thành phố Hồ Chí Minh.[1][6]
- 1984 - NXB Văn học; 362 trang[7]
- 1984 - NXB Văn nghệ thành phố Hồ Chí Minh (tái bản)[8][9]
- 2002 - NXB Hội Nhà Văn; 448 trang[10]

## Giải thưởng
- 1980 - Giải thưởng Tổng Công đoàn Lao động Việt Nam[11]
- Giải thưởng Hội Nhà văn Việt Nam[1]
- 1985 - Kịch bản phim truyện nhựa xuất sắc tại Liên hoan phim Việt Nam lần thứ 7, khi được chuyển thể thành phim Xa và gần. Giải được trao cho Huy Thành và Nguyễn Mạnh Tuấn.[4]